# Amaißbichl
Der Amaißbichl, auch Ameisbühel und ähnlich geschrieben, ist ein 1828 m ü. A. hoher Gipfel der Schneealpe an der Grenze zwischen Niederösterreich und der Steiermark.

## Geographie
Der Gipfel liegt zwischen dem niederösterreichischen Schwarzatal bei Naßwald und dem steirischen Mürztal bei Neuberg an der Mürz. Er befindet sich etwa 3½ Kilometer nordöstlich vom Windberg, dem Hauptgipfel der Schneealpe. Vom Hauptmassiv ist er durch die Einsattelung der Lurgbauerhütte (1764 m ü. A.) getrennt, südlich davon fällt die Schauerwand (1812 m ü. A.) steil ab. Ost- bis südwärts läuft über das Gamperl (Kamperl) der Naßkamm  mit seinem 1210 m ü. A. hohen Pass zum Gamseck (1857 m ü. A.), dem nordwestlichen Vorberg der Heukuppe der Rax. Nordwärts streicht ein Kamm über den Eisenkogel (1513 m ü. A.) zum Kreuzsattel (1363 m ü. A.), dem Pass zu Sonnleitstein und Donnerkogel. Dahinter erhebt sich der Gippel-Göller-Zug.
Nördlich liegen die Talungen der Wasseralmquelle, die bei der Wasseralm zum Nassbach, einem Nebenbach der obersten Schwarza, rinnt. Nordwestwärts erstreckt sich das Hochtal der Kalten Mürz, deren Quelläste teilweise unter Hangschutt talaus sickern, sodass die Gräben völlig trocken wirken. Nach Osten geht das ebenfalls oberflächlich trockene oberste Tal des Altenberger Bachs, der dann um die Naßwand herum südwestwärts über Altenberg an der Rax zur oberen Mürz fließt.

## Wege und Erschließung
Der Nordalpenweg (Weitwanderweg 01) passiert südöstlich des Gipfels von der Schneealpe kommend über die Lurgbauerhütte zum Naßkamm und in die Rax. Die Hütte ist von allen Seiten leicht zu erreichen, zum Amaißbichl selbst führen nur Steige von den Wegen, die beiderseits des Gipfels zum Kreuzsattel führen.
Direkt unterhalb des Gipfels quert der 1965–68 geschlagene Schneealpenstollen der 1. Wiener Hochquellenleitung Ostnordost-Westsüdwest das Schneealpenmassiv, recht genau 1000 Meter in der Tiefe (797 m ü. A.). 